# حريشة
حريشة هي قرية لبنانية من قرى قضاء الكورة في محافظة الشمال.